# キューバエスプレッソ
キューバエスプレッソ（Cuban espresso. Cuban espresso, Cuban coffee, cafecito, Cuban pull, Cuban shotとも）はキューバ発祥のエスプレッソの一種。特に淹れるときにデメララ糖により甘くしたエスプレッソのショットをいう。しかし、この名前はカフェ・コン・レチェのようなキューバエスプレッソを主成分とするコーヒーベースの飲み物を指す場合がある。
キューバエスプレッソを飲むことは、キューバやマイアミ、タンパ、フロリダキーズなどのキューバンアメリカンなコミュニティにおいて有名な社会的・文化的な活動であり続けている。

## 作り方
伝統的なキューバスタイルのエスプレッソはイタリアンローストやスパニッシュローストのような深煎りのものを使用して作られる。エスプレッソが滴るポットやカップに直接砂糖を加えることを除いて、イタリアンプルと同じである。エスプレッソの一部もしくは全部がスプーンで強くかき混ぜられ、エスプーマやエスプミタと呼ばれるクリーム状の泡になる。コーヒーを作る過程での熱が一部のスクロースを加水分解し、それにより普通のプルもしくはテーブルの砂糖を加えるよりも甘く、わずかに粘り気が出る。

## バリエーション
コルタードは蒸したミルクで仕上げた標準的なエスプレッソのショットである。エスプレッソの比は50対50から75対25の間をとる。これは他のラテン諸国で出されるコルタードと似ているが、前もって甘くされている。
カフェ・コン・レシェ（ミルク入りコーヒー）はエスプレッソ（砂糖は含まない）で、温かいもしくは蒸したミルクとともに出される。このエスプレッソは伝統的にコーヒーと分けて出され、ホットミルクの中に好きな量だけ注がれ、その後かき混ぜられる。これはキューバの伝統的な朝食の飲み物で、バターを塗ってトーストしたキューバパンのスライスと一緒に飲まれる。
コラダはスタイロフォームのカップに入った3–6つのキューバスタイルのエスプレッソで、小さなプラスチックのデミタスとともに出される。これはシェアすることを意図した持ち帰り用の形式である。これはキューバのコミュニティでの職場休憩の習慣である。